# Пышник, Андрей Юрьевич
Андрей Юрьевич Пышник (бел. Андрэй Юр'евіч Пышнік; род. 1 февраля 1968, Минск) — советский и белорусский футболист, тренер. В настоящее время главный тренер женского футбольного клуба «Минск». Его отец, Юрий Антонович Пышник, является известным белорусским тренером, а мать, Регина Игнатьевна Пышник — белорусская баскетболистка, баскетбольный тренер и рефери.

## Клубная карьера
Воспитанник минской СДЮШОР-5, в советское время выступал в Средней Азии. С 1992 года выступал за минское «Торпедо», позже играл за «Атака-Ауру». В 1996 году вместе с мозырьским «МПКЦ» стал чемпионом страны. Последние годы карьеры провел в составе минского «РУОРа».

## Тренерская карьера
С 2001 стал работать помощником своего отца: сначала в «РУОРе», потом в минском «Динамо» и юношеских сборных Белоруссии. Позже возглавил дубль динамовцев. Дополнительно в сентябре 2012 стал главным тренером юношеской сборной Белоруссии (юноши 1995 года рождения). В декабре 2012 был уволен из «Динамо».
В январе 2013 Возглавил дубль футбольного клуба «Минск», одновременно оставшись главным тренером юношеской сборной. Осенью 2013, после неудачного выступления в квалификации чемпионата Европы, сборная 1995 года прекратила существование, и Пышник сконцентрировался на работе с дублем «Минска».
В июне 2014 года, после отставки Андрея Скоробогатько был назначен исполняющим обязанности, а вскоре — и главным тренером «Минска». В сезоне 2014 привел команду к седьмому месту в чемпионате, и остался главным тренером на сезон 2015. В новом сезоне команда значительное время шла вверху таблицы и претендовала на бронзовые медали, но в конце получила пять поражений подряд и в итоге закончила сезон на шестом месте. По окончании сезона контракт с тренером было решено не продлевать, и в ноябре 2015 года Пышник покинул пост главного тренера «Минска». Вскоре стало известно, что Пышник продолжит работу в клубе в качестве специалиста по молодёжным футболу.
В июне 2016 года был назначен главным тренером минского «Торпедо», которое выступало в Первой лиге. По итогам сезона 2016 года столичный клуб занял девятое место, а в сезоне 2017 года команда долгое время входила в число претендентов на попадание в Высшую лигу, но в итоге стала третьей. В декабре 2017 года контракт «Торпедо» с Пышником был расторгнут.
Позже он начал работать с молодежными командами «Минска». В марте 2021 года возглавил женскую команду столичного клуба.
В январе 2015 года он получил тренерскую лицензию категории PRO.

## Достижения
- Чемпион Белоруссии: 1996